# Josefina Plá
María Josefina Teodora Plá Guerra Galvany, meglio conosciuta come Josefina Plá (Isola di Lobos, 9 novembre 1903 – Asunción, 11 gennaio 1999), è stata una scrittrice, poetessa e ceramista spagnola naturalizzata paraguaiana.
È stata descritta come "la donna più influente nelle questioni culturali paraguaiane del ventesimo secolo".
Ha ricevuto numerosi premi e riconoscimenti per la sua attività artistica e letteraria, per la difesa dei diritti umani e dell'uguaglianza tra uomini e donne.

## Biografia
Josefina Plá nacque a sull'isola di Lobos, a nord di Fuerteventura, Isole Canarie, Spagna, dove suo padre aveva un faro. Era la primogenita di una famiglia di sette figli nati da Raraela Guerra Galvany e Leopoldo Plá.
Iniziò a scrivere all'età di quattro anni e prima dei sette scriveva già poesie, a dieci scriveva racconti e a dodici opere per teatro. Nel 1923 Plá pubblicò in forma anonima la sua prima poesia su un giornale, scritto che piacque a suo padre che non sapeva che fosse di sua figlia.
Nel 1924, mentre era in vacanza con la famiglia a Villajoyosa, Alicante, Plá incontrò lo scultore paraguaiano Andres Campos Cervera, che usava firmare le sue opere come Julián de la Herrería. Questi era in Spagna per studiare ceramica, a pochi giorni dal completamento del suo percorso di studi e dal ritorno in Paraguay. Nonostante questa separazione, venti mesi dopo l'artista chiese al padre di Josefina il permesso di sposarla. La cerimonia fu celebrata il 17 dicembre 1926. Nel 1927 Plá si stabilì in Paraguay con suo marito a Villa Aurelia, un quartiere della capitale Asunción.
Plá e suo marito tornarono in Spagna due volte, la prima volta nel 1931 per esporre le loro opere in ceramica in una mostra a Madrid. Lasciarono il Paraguay per la loro seconda visita il 17 ottobre 1934. Julian de la Herrería morì a Valencia, in Spagna. Plá tornò in Paraguay un anno dopo dove rimase fino alla sua morte nel 1999.

## Carriera letteraria
Plá era considerata una delle poetesse d'avanguardia insieme a Hérib Campos Cervera, nipote di suo marito.
Le sue opere coprono il campo della creazione letteraria con più di quaranta titoli di poesia, narrativa e teatro, storia sociale e culturale del Paraguay oltre che a scritto sulla ceramica, la pittura e la critica, dai quali è considerata il riferimento più alto e fondamentale nella cultura paraguaiana. Ha collaborato spesso con Roque Centurión Miranda scrivendo molte delle sue opere teatrali, in particolare a partire dal 1942.

## Carriera artistica
La scultura e l'opera in ceramica di Plá sono state descritte come un archivio della storia culturale del Paraguay. Il suo lavoro è stato esposto ampiamente in tutto il Sud America. Alcuni dei murales e dei mosaici da lei realizzati possono ancora essere ammirati negli edifici di Asunción. Alcune delle sue ceramiche sono esposte nel foyer del Centro Cultural de España Juan de Salazar ad Asunción.
Negli anni '50, ha co-fondato il Grupo Arte Nuevo insieme ad altri artisti tra cui Olga Blinder, Lilí del Mónico e José Laterza Parodi. L'articolo che scrisse nel 1952 per il catalogo della mostra di Olga Blinder è considerato ancora oggi un manifesto dell'arte moderna in Paraguay.